# Baden (land)

Vlag van Baden, 1891-1925

Baden is een regio in de Duitse deelstaat Baden-Württemberg en eveneens de naam van de wijnstreek Baden.

## Ligging

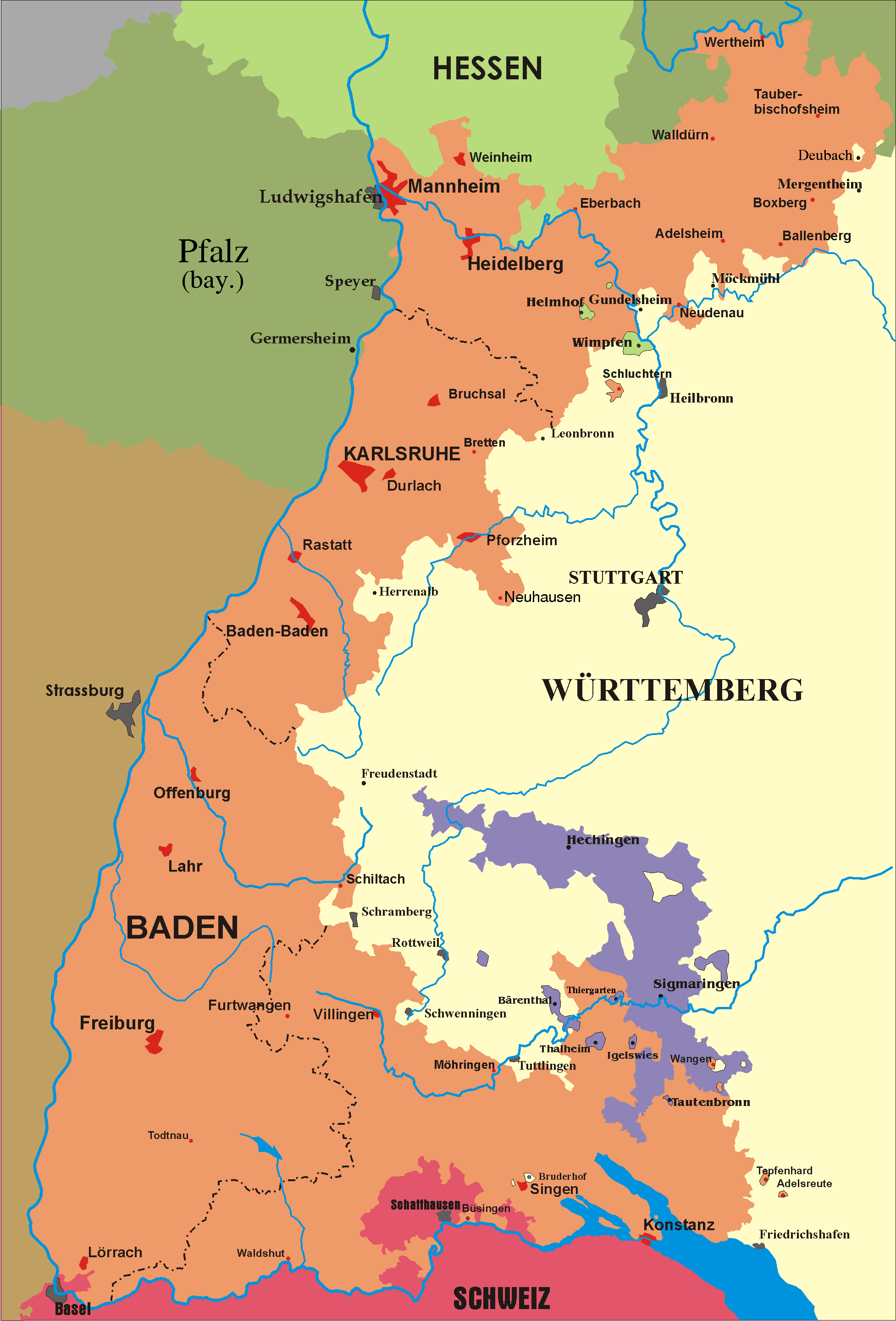
ligging van Baden

Baden strekte zich uit langs de Rijn van Konstanz tot Lörrach en Karlsruhe tot aan de grootste stad Mannheim en tot aan de Main bij Wertheim. Het grensde in het westen aan de Franse (van 1871-1918 Duitse) Elzas, in het zuiden aan Zwitserland, in het noordwesten aan de Palts en in het noordoosten aan Hessen en Beieren. De oostgrens met Württemberg (Zwaben) liep ter hoogte van het Zwarte Woud. De voornaamste steden lagen in de Boven-Rijnse Laagvlakte.

## Markgraafschap Baden (1112-1803)
en 
De eerste markgraaf van Baden, uit een zijlinie van de hertogen van Zähringen, was Herman II (regeerde 1074-1130) die zich zo noemde naar zijn slot Hohenbaden hoog boven de thermen van de stad Baden, die nu Baden-Baden heet. Onder zijn zoon Herman III (1130-1160) en kleinzoon Herman IV (1160-1190) werd Baden opgesplitst in Baden-Baden en Baden-Hachberg. Dit laatste werd een eeuw later wederom verdeeld in Baden-Hochberg en Baden-Sausenberg.
Markgraaf Christoffel I (1475-1515) verenigde geheel Baden, maar verdeelde het later onder zijn zoons Filips (1515-1533), Ernst I (1515-1553) en Bernhard III (1515-1536). Na Filips' dood in 1533 werd zijn land verdeeld onder zijn broers en zo ontstond de Bernhardijnse linie markgraafschap Baden-Baden (katholiek) en noordelijk daarvan de Ernestijnse linie markgraafschap Baden-Durlach (gereformeerd).
Toen in 1771 August George Simpert van Baden-Baden (1761-1771) stierf zonder zoons na te laten, verviel zijn territorium aan Karel Frederik van Baden-Durlach (1746-1811), die geheel Baden onder zijn scepter verenigde.

## Keurvorstendom Baden (1803-1806)

### De Reichsdeputationshauptschluss van 1803
Paragraaf 5 van de Reichsdeputationshauptschluss van 25 februari 1803 kende toe aan de markgraaf van Baden voor het verlies van het graafschap Sponheim en de goederen en heerlijkheden in Luxemburg en in de Elzas:
- het bisdom Konstanz, de resten van de bisdommen Spiers, Bazel en Straatsburg,
- de van de Palts afkomstige ambten Ladenburg, Bretten en Heidelberg met de steden Heidelberg en Mannheim;
- verder de heerlijkheid Lahr (onder de door Baden en Nassau-Usingen afgesproken voorwaarden);
- verder de Hessische ambten Lichtenau en Wildstädt;
- dan de abdijen Schwarzach, Frauenalb, Allerheiligen, Lichtenthal, Gengenbach, Ettenheim-Münster, Petershausen, Reichenau, Oehringen, de proosdij en het sticht Odenheim en de Salmannsweiler met uitzondering van Ostrach.
- De rijkssteden Offenburg, Zell am Harmersbach, Gengenbach, Überlingen, Biberach, Pfullendorf en Wimpfen.
- In paragraaf 31 werd de markgraaf de waardigheid van keurvorst toegekend.
- In paragraaf 32 werden de markgraaf twee nieuwe zetels in de raad van vorsten van de Rijksdag toegekend, namelijk een voor Bruchsal als vervanging voor Spiers en een voor Ettenheim als vervanging voor Straatsburg. Samen met de drie oude zetels had Baden nu vijf zetels in de Rijksdag.

In juli 1803 werd een ruilverdrag met het landgraafschap Hessen-Darmstadt gesloten.
- Baden staat af:
  - de helft van de voormalige rijksstad Wimpfen
  - de dorpen Hochstätten en Darsberg
  - het deel van Neckarhausen, dat vroeger deel uitmaakte van het prinsbisdom Spiers
- Hessen-Darmstadt staat af:
  - de dorpen op de linker oever van de Neckar, die vroeger behoorden tot keurvorstendom Mainz en het prinsbisdom Worms
  - het dorp Eselsbach
  - de dorpen baren en Arglasterhausen, die vroeger bij het keurvorstendom van de Palts hoorden
  - de Straßenheimer Hof bij Furchheim

### De Vrede van Pressburg van 1805
Na de Oostenrijkse nederlaag tegen Frankrijk regelde de Vrede van Presburg van 26 december 1805 het volgende:
- volgens artikel 8 kwamen aan Baden: de Breisgau (met uitzondering van de exclaves), de Ortenau, de stad Konstanz en de commanderij Mainau.
- volgens artikel 15 deed Oostenrijk afstand van de soevereiniteit over Baden.

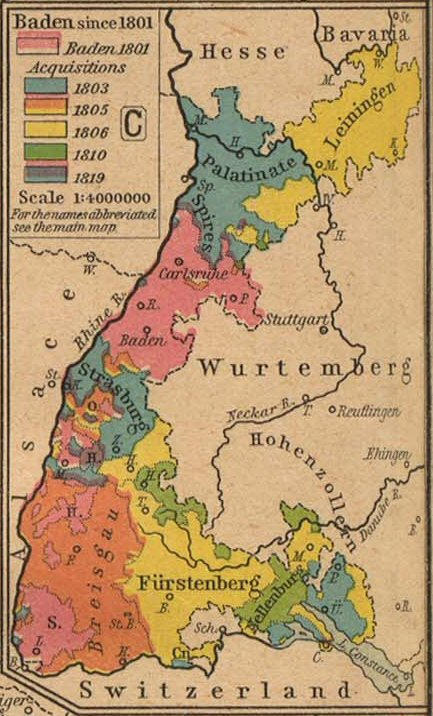
Baden: territoriale uitbreidingen tussen 1801 en 1819

## Groothertogdom Baden (1806-1918)

### De Rijnbondakte van 1806
De Rijnbondakte van 12 juli 1806 regelde het volgende voor Baden
- artikel 5 regelde de verheffing van de keurvorst tot groothertog.
- artikelen 14 en 19 regelden de afstand door het koninkrijk Württemberg van het graafschap Bonndorf, de steden Bräunlingen, Villingen (met het gebied op de rechter oever van de Brigach) en Tuttlingen(met het gelijknamige ambt op de rechter oever van de Donau).
- artikelen 15 en 18 regelden de afstand door Baden aan Württemberg van de stad Biberach.
- artikel 19 regelde de overdracht van het vorstendom Heitersheim aan Baden
- artikel 24 regelde de mediatisering: het vorstendom Fürstenberg (met uitzondering van de heerlijkheden Gundelfingen, Neufra, Trochtelfingen, Jungnau en het deel van het ambt Meßkirch op de linker oever van de Donau), de heerlijkheid Hagnau, het graafschap Tengen, het landgraafschap Klettgau, de ambten Neidenau en Billigheim, het vorstendom Leiningen, de bezittingen van de vorsten en graven van Löwenstein-Wertheim op de linker oever van de Main (met uitzondering van het graafschap Löwenstein, het deel van het graafschap Limpurg-Gaildorf dat behoorde aan de graven van Löwenstein-Wertheim en de heerlijkheden Heubach, Breuberg en Habizheim) en ten slotte de bezittingen van de vorsten van Salm-Reifferscheid-Krautheim ten noorden van de Jagst.

Op 17 oktober 1806 sloten Baden en Württemberg een grensverdrag met vele grenscorrecties. De belangrijkste daarvan was de afstand door Baden van de stad Tuttlingen.

### Verdrag van Parijs van 1810
Op 2 oktober 1810 werd het verdrag van Parijs gesloten tussen Württemberg en Baden. Baden kreeg een belangrijke uitbreiding met het voormalige landgraafschap Nellenburg. Daarnaast waren er een serie grenscorrecties met als belangrijkste die in het hoofdambt Hornberg: onder andere de hoofdplaats kwam aan Baden.
Al met al werd het Badense gebied uitgebreid tot wel vijfmaal de oorspronkelijke grootte.

### Het Congres van Wenen en de vervolgverdragen
Karel Frederiks opvolger Karel (1811-1818) verbrak het bondgenootschap met Frankrijk en sloot zich aan bij de geallieerden. In 1815 werd Kehl door Frankrijk afgestaan. Baden werd lid van de Duitse Bond.
Een dreiging voor het voortbestaan van het groothertogdom werd veroorzaakt door een dynastiek probleem. Groothertog Karel was een nakomeling uit een huwelijk van groothertog Karel Frederik met een niet-vorstelijke vrouw en de successie werd niet door alle staten erkend. Pas op het Congres van Aken in 1818 erkenden de grote mogendheden deze successie. Op 2 juli 1819 werden in artikel 10 van het Frankfurter Territorialrezeß (FTR) de graven van Hachberg als opvolger erkend en kwamen er garanties tegen Beierse gebiedsaanspraken. Op 10 juli werd artikel 8 ondertekend, waarin Oostenrijk het voormalige vorstendom von der Leyen aan baden afstond, terwijl Baden Steinfeld (deel van het voormalige graafschap Wertheim) aan Beieren afstond.

### Het groothertogdom Baden na het Congres van Wenen
Op 22 augustus 1818 werd een constitutie ingevoerd. Groothertog Leopold (1830-1852) sloot zich in 1835 aan bij de Zollverein. Onder zijn bewind werd Baden een voorbeeldstaat voor het Duitse liberalisme. In het revolutiejaar 1848 brak een gewapende republikeinse opstand uit. Leopold moest in 1849 naar de Elzas vluchten en riep de hulp in van de Pruisische koning Wilhelm I om de opstandelingen te verslaan. Dit gebeurde op 21 juni te Waghäusel.
Groothertog Frederik I (1852-1907) sprak zich in 1860 openlijk uit voor een pro-Pruisische maar liberale politiek. In de Sleeswijk-Holsteinse kwestie koos Baden echter partij voor Oostenrijk en moest na de Pruisische overwinning in dit conflict Pruisen een schadeloosstelling van 6 miljoen gulden betalen en een offensief en defensief verbond aanvaarden. Omdat de Duitse Bond was opgeheven en Baden geen lid werd van de Noord-Duitse Bond was de staat in theorie nu volledig zelfstandig.
Het Badense leger werd naar Pruisisch model gereorganiseerd en streed mee in de Frans-Pruisische Oorlog van 1870. In 1871 trad het land toe tot het Duitse Keizerrijk.
In de binnenlandse politiek bleven tot 1893 de nationaal-liberalen dankzij het censuskiesrecht aan de macht. Na dat jaar konden zij zich echter slechts handhaven met hulp van de conservatieven. Een coalitie van ultramontanen, socialisten, sociaaldemocraten en vrijzinnigen verkreeg in 1897 een meerderheid in de landdag en streefde naar invoering van het algemene, gelijke en directe kiesrecht. Het lukte hun in 1904 om dit te realiseren.
Baden was daarmee een van de meest democratische staten binnen het Keizerrijk.

## Republiek Baden (1918-1933)

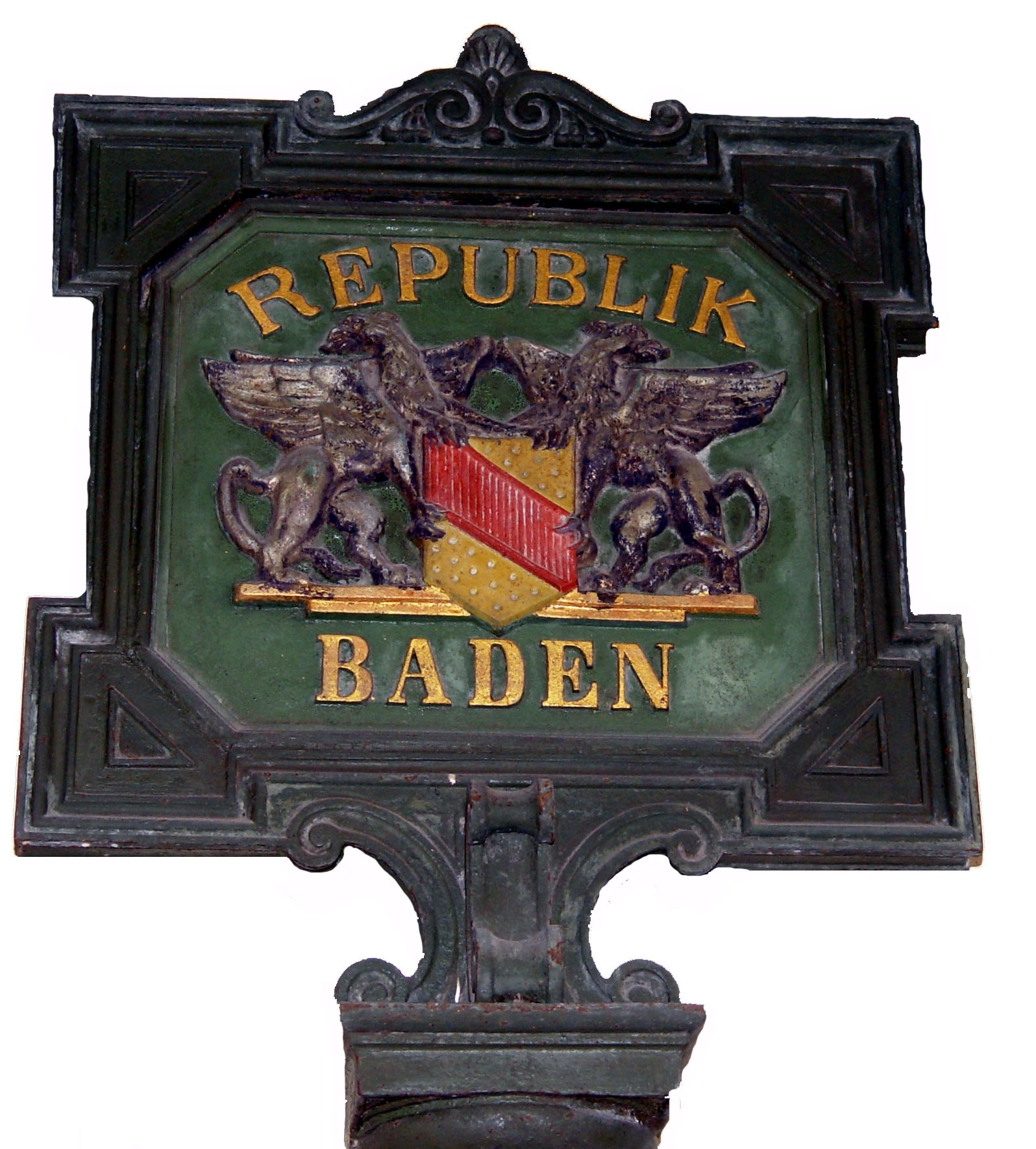
Republiek Baden

Na de Eerste Wereldoorlog bewoog een voorlopige regering groothertog Frederik II (1907-1918) op 22 november 1918 tot aftreden en op 21 maart 1919 werd een democratische grondwet aangenomen. Baden verloor in 1933 zijn autonomie en kwam onder gezag van de door Adolf Hitler aangestelde Robert Wagner te staan.

## Baden in de Bondsrepubliek
Het land werd na de Tweede Wereldoorlog verdeeld in Württemberg-Baden onder Amerikaans bestuur en het onder Frans gezag staande Zuid-Baden (later Baden genoemd). In 1952 werden Baden, Württemberg-Baden en Württemberg-Hohenzollern samengevoegd tot de Duitse deelstaat Baden-Württemberg.